# Occidryas oslari
Occidryas oslari är en fjärilsart som beskrevs av Gunder 1925. Occidryas oslari ingår i släktet Occidryas och familjen praktfjärilar. Inga underarter finns listade i Catalogue of Life.